# 우연한 여행
"우연한 여행"은 한국에서 제작된 김정진 감독의 1994년 드라마 영화이다. 김명곤 등이 주연으로 출연하였고 유인택 등이 제작에 참여하였다.

## 출연

### 주연
- 김명곤 : 봉우 역
- 김선우
- 윤수진
- 안해숙

### 조연
- 류태호
- 임승추
- 정연주
- 김민수

## 기타
- 제작지휘: 정병각
- 제작실장: 서준원
- 기획진행: 이수정
- 조명: 김현일
- 조연출: 한지승
- 녹음: 양대호
- 코디: 박선지
- 그림-미술주관: 김봉준